# Sergio Caprari
Sergio Caprari (Civita Castellana, 11 de julio de 1932-Faleria, 12 de octubre de 2015) fue un boxeador italiano (140 lb/63.5 kg). Fue medallista de plata en los Juegos Olímpicos de Helsinki de 1952. En la final perdió contra el checoslovaco Ján Zachara. Entre 1952 y 1961 luchó como profesional, con un balance de 52 victorias, cuatro derrotas y dos combates nulos. En 1956 ganó el título nacional del peso pluma venciendo a Nello Barbadaro y el título europeo de peso pluma en 1958 contra Jean Sneyers.

## Palmarés internacional
| Juegos Olímpicos                       | Juegos Olímpicos     | Juegos Olímpicos | Juegos Olímpicos |
| Año                                    | Lugar                | Medalla          | Evento           |
| -------------------------------------- | -------------------- | ---------------- | ---------------- |
| 1952                                   | Helsinki (Finlandia) | Medalla de plata | Peso pluma       |
| Campeonato Europeo de Boxeo Aficionado |                      |                  |                  |
| Año                                    | Lugar                | Medalla          | Evento           |
| 1956                                   | Milán (Italia)       | Medalla de oro   | Peso pluma       |